# Hori Naotora
Hori Naotora est un nom japonais traditionnel ; le nom de famille (ou le nom d'école), Hori, précède donc le prénom (ou le nom d'artiste).
Hori Naotora (堀 直虎, 26 septembre 1836-10 février 1868) est un samouraï de la fin de l'époque d'Edo qui est aussi daimyo du domaine de Susaka dans la province d'Echigo, aux revenus de 12 000 koku. Il occupe divers postes au sein du gouvernement des Tokugawa, puis est nommé magistrat aux affaires étrangères et wakadoshiyori à la fin de l'année 1867. Il meurt subitement au château d'Edo à peine un mois plus tard, en janvier 1868.
Après sa mort, son frère Naoakira lui succède.

## Source de la traduction
- (en) Cet article est partiellement ou en totalité issu de l’article de Wikipédia en anglais intitulé « Hori Naotora » (voir la liste des auteurs).